# 史氏土佐鮃
史氏土佐鮃為輻鰭魚綱鰈形目鰈亞目鮃科的其中一種，為熱帶海水魚，分布於西印度洋海域，棲息深度124-230公尺，體長可達18公分，棲息在底層水域，以底棲生物為食，生活習性不明。

## 扩展阅读
維基物種上的相關：史氏土佐鮃